# Ado (cântăreață)
Ado (n. 24 octombrie 2002, Tokyo, Japonia) este o cântăreață japoneză. În 2020, la vârsta de 17 ani, a debutat cu single-ul digital intitulat „Usseewa”, care a ajuns pe primul loc în Billboard Japan Hot 100, Oricon Digital Singles Chart și Oricon Streaming Chart. Melodia a ajuns la 100 de milioane de redări pe Billboard Japan în 17 săptămâni de la intrarea în topuri, acesta fiind al șaselea cel mai scurt timp din istorie. De asemenea, Ado a devenit cea mai tânără cântăreață solo care să atingă această performanță. În 2022, piesa ei „New Genesis” a fost folosită ca melodie tematică pentru filmul anime One Piece Film: Red și a ajuns în fruntea clasamentului global Top 100 al Apple Music.
Ea este reprezentată de compania de management al artiștilor Cloud Nine⁠(d).

## Viață și carieră

### Primii ani ai vieții și începuturile muzicale: 2002–2020
Ado s-a născut pe 24 octombrie 2002, la Tokyo, Japonia.
În 2014, Ado a devenit interesată de muzică după ce software-ul pentru site-ul de partajare video Niconico a fost lansat pe Nintendo 3DS. A început să se uite la videoclipuri pe micul ecran al consolei de jocuri portabilă și a fost impresionată de soliștii de cover-uri de pe Niconico care cântau fără să-și arate fața.
În 2017, Ado a început să cânte ca utaite (o cântăreață de cover-uri pe internet) pe Niconico, începând cu încărcarea unui videoclip în care cânta un cover al piesei „Kimi no Taion” pe 10 ianuarie 2017. La Nippon TV, ea a spus că, în perioada în care a fost cântăreață utaite, și-a acoperit dulapul cu material fonoabsorbant pe care l-a cumpărat online și a înregistrat cu el, așa cum se vede pe coperta albumului ei Utattemita.
În 2019, ea a apărut în single-ul digital al artistei Kujira, „Kinmokusei”, lansat pe 23 decembrie 2019. Câteva luni mai târziu, a apărut ca vocalistă în single-ul digital „Shikabanēze” de Jon-Yakitory, lansat pe 29 martie 2020. În mai 2020, ea a participat la albumul compilațional Palette4 al companiei Pony Canyon. Ea a înregistrat două melodii pentru album, „Call Boy” de Syudou și „Taema Naku Ai iro” de Shishi Shishi.

### Debutul la o casă majoră de discuri și primul album: 2020–2022
Pe 15 octombrie 2020, Ado a anunțat că își va face debutul cu sub-casa de discuri Virgin Music de la Universal Music Japan. Pe 23 octombrie, cu o zi înainte de a împlini 18 ani, a lansat single-ul de debut „Usseewa”, scris de producătorul Vocaloid, Syudou. Videoclipul muzical, lansat pe canalul ei de YouTube, a ajuns la 5 milioane de vizualizări până pe 14 noiembrie. Pe 10 decembrie 2020, „Usseewa” s-a clasat pe locul 1 în Spotify Viral 50 Japonia. Pe 24 decembrie, ea a lansat al doilea single al său, „Readymade”, scris de producătorul Vocaloid Surii, în format digital.
Până pe 23 ianuarie 2021, „Usseewa” atinsese 40 de milioane de vizualizări pe YouTube, iar pe 3 februarie 2021, se clasase pe primul loc atât în Oricon Digital Singles Chart, cât și în Oricon Streaming Chart. Pe 14 februarie, ea a lansat cel de-al treilea single al său, „Gira Gira”, scris de producătorul Vocaloid teniwoha, ca versiune digitală. Patru zile mai târziu, pe 18 februarie, numărul de abonați la canalul ei de YouTube a depășit 1 milion. Pe 15 martie 2021, „Usseewa” a ajuns pe primul loc în Billboard Japan Hot 100, iar, pe 20 martie, videoclipul muzical a ajuns la 100 de milioane de vizualizări pe YouTube, la 148 de zile de la lansare. Pe 29 martie, „Usseewa” a ajuns la 100  de milioane de redări în topul Billboard Japan Streaming Songs după 17 săptămâni de la debutul său inițial, acesta fiind al șaselea cel mai scurt timp din istorie. De asemenea, Ado a devenit cea mai tânără cântăreață solo care să atingă această performanță. Pe 27 aprilie 2021, Ado a lansat al patrulea single al său, „Odo”, care a fost folosit într-o emisiune NHK despre producătorii Vocaloid.
Pe 11 iunie 2021 a fost aleasă a doua artistă japoneză pentru „YouTube's Artist on the Rise”. Pe 14 iunie 2021, ea a lansat cel de-al cincilea single, „Yoru no Pierrot”. Cel de-al șaselea single al său, „Aitakute”, a fost lansat pe 12 august.
În octombrie, Ado și-a anunțat albumul de studio de debut, Kyōgen. Lansat pe 26 ianuarie 2022, Kyōgen a vândut peste 140.000 de exemplare fizice în prima săptămână, pentru prima oară din 2008, de la albumul auto-intitulat al artistei Superfly⁠(d), când se întâmplă acest lucru pentru o artistă. Debutând pe primul loc atât în topul Billboard Japan Hot Albums, cât și în cel al Oricon Albums, Ado a devenit prima femeie care să aibă un album de debut pe prima poziție în topurile japoneze, în prima săptămână de lansare, de la albumul de studio al lui Miwa din 2011, Guitarissimo.

### Succes internațional în creștere: 2022 – prezent
Pe 8 iunie 2022 a fost dezvăluită distribuția filmului de animație japonez One Piece Film: Red. Printre distribuție, Ado a fost dezvăluită ca actrița vocală pentru cântecele personajului Uta, în timp ce Kaori Nazuka a fost actrița vocală pentru replicile aceluiași personaj. În aceeași zi, Ado a lansat „New Genesis”, piesa care reprezintă imaginea filmului. „New Genesis” a fost un succes comercial în diverse topuri, ajungând pe primul loc în Japan Hot 100 și pe locul 20 în Billboard Global 200. Pe Apple Music, Ado a devenit primul artist care a avut o melodie japoneză în fruntea clasamentului Global Top 100. Două săptămâni mai târziu, a lansat o altă piesă, „I'm Invincible”, care a ajuns în cele din urmă pe locul doi în Japan Hot 100 și pe locul trei în topul Oricon Combined Singles. În august, Ado a lansat albumul ce reprezintă coloana sonoră a fimului Uta's Songs: One Piece Film Red. Albumul a devenit ulterior un succes global în diverse topuri. În topurile japoneze, Ado a devenit primul artist care a ocupat primele trei locuri în Billboard Japan Hot 100 cu piesele „New Genesis”, „I'm Invincible” și, respectiv, „Backlight”. Ulterior, ea și-a doborât propriul record, având cinci melodii din album în top 5 al Japan Hot 100. În topurile Oricon, Ado a devenit primul artist din istoria Oricon care a avut cinci melodii în top 5 în topul Streaming. După aceasta, Ado a semnat cu Geffen Records pentru a distribui albumul în întreaga lume.

Trandafirul albastru este un simbol pentru Ado, semnificând „dorințe care se împlinesc”.

Spre sfârșitul anului 2022, Ado a lansat single-urile „Rebellion” și „Missing”. Din decembrie 2022 până în ianuarie 2023, a început primul său turneu în Japonia, turneul Mirage. Din iunie 2023 până în septembrie 2023, Ado a început al doilea turneu al său, Mars, care a constituit 14 spectacole în 11 locații diferite din Japonia. Pe 3 august 2023, Ado a apărut în versiunea japoneză a piesei „Unforgiven”, interpretată de Le Sserafim și Nile Rodgers. În septembrie 2023, Ado a lansat „Show”, comandat de Universal Studios Japan pentru a promova evenimentul lor de Halloween, Halloween Horror Nights. „Show” a devenit un succes comercial, devenind al treilea single al ei care a ajuns pe primul loc. În octombrie 2023, ea a lansat „Kura Kura”, care a fost folosită ca melodie de deschidere a celui de-al doilea sezon al adaptării anime a Spy × Family. Ado și-a anunțat primul turneu mondial, „Wish”, chiar de ziua ei de 21 de ani; acesta a durat din februarie până în aprilie 2024.
În decembrie 2023, Ado și-a lansat primul album utattemita, albumul Utattemita al lui Ado, care includea cover-uri ale piesei „Tsumi to Batsu” ale lui Ringo Sheena, „God-ish” al lui PinocchioP, „Kazari ja Nai no yo Namida wa” ale lui Akina Nakamori și „Unravel” de la TK. Albumul a ajuns pe locul doi în topul Oricon Albums și pe locul unu în topul Billboard Japan Hot Albums.
Pe 27 și 28 aprilie 2024, Ado a susținut două concerte solo live, intitulate „Heart”, pe Stadionul Național al Japoniei, devenind prima artistă solo care a făcut acest lucru.
Pe 26 iunie 2024, grupul idol Phantom Siita, produs de Ado, și-a făcut debutul cu single-ul „Otomodachi”.
În iulie 2024, Ado a lansat al doilea album de studio, Zanmu. Precedat de 14 single-uri, albumul a debutat pe primul loc atât în topurile Oricon, cât și în cele Billboard Japan. Zanmu a devenit al patrulea album consecutiv al lui Ado care a ajuns numărul unu în topul Japan Hot Albums și al doilea ei album numărul unu în topul Oricon Albums.
În octombrie 2024, Ado a anunțat al doilea turneu mondial ,Hibana, care este programat să aibă mai multe concerte și etape din aprilie până în august 2025 pe mai multe continente.
Imagine Dragons a lansat un remix al piesei lor „Take Me to the Beach” cu Ado pe 16 decembrie 2024.
În februarie 2025, s-a anunțat că Ado va participa la albumul compilațional tribut Meikyo: Tribute to Akina Nakamori, care include cover-ul ei pentru single-ul „Jukkai (1984)” al lui Nakamori. În plus, ea a fost numită și ambasador de brand pentru Georgia Coffee. Melodia ei „Watashi ni Hanataba” a fost prezentată ca tema muzicală a reclamei, iar ea a participat la reclamă și ca naratoare.